# Reserva Natural de Bureya
A Reserva Natural de Bureya (em russo: Буреинский) é uma área protegida a cerca de 200 quilómetros a noroeste da cidade de Khabarovsky, no Distrito de Verkhnebureinsky, Krai de Khabarovsk, no Extremo Oriente Russo. O território é montanhoso e coberto por tundra, lagos, rios e taiga. Inclui também as cabeceiras dos afluentes esquerdo e direito do rio Bureya, que faz parte da bacia do rio Amur. Esta reserva foi criada em 1987, durante a União Soviética, e cobre uma área de 358 444 hectares.

## Topografia
As cabeceiras de muitos riachos têm origem glaciar, e os níveis mais baixos ao longo dos rios apresentam planícies de inundação e lagos; os vales dos rios são geralmente íngremes e os afluentes do rio Bureya são apresentam muitas vezes características de rápidos. Devido aos invernos serem relativamente secos, as cheias de primavera são pequenas; já as cheias no verão são muito maiores devido às chuvas que ocorrem neste período. A reserva é considerada um lugar remoto, dado que a cidade mais próxima, Sophisk, encontra-se a 40 quilómetros de distância. Não existe qualquer tipo de via rodoviária dentro da reserva.

## Clima e eco-região
Esta área protegida russa é a maior reserva da eco-região do taiga de Okhotsk-Manchúria. Esta região de coníferas encontra-se na extensão mais setentrional da comunidade de flora da Manchúria, ao igualmente suportar as comunidades de Okhostsk-Kamchatka/Beringia. É afectada pela influência climática proveniente do Oceano Pacífico, que causa invernos mais quentes e verões mais frios do que nas áreas mais afastadas do oceano. A reserva é também um lugar muito importante para grandes mamíferos, incluindo o urso pardo, o glutão e a zibelina. Esta reserva nunca foi sujeita a desflorestação ou a qualquer mudança por parte de companhias comerciais; todo tipo de desflorestação ou abate de árvores que ocorre é devido a causas naturais, quer sejam incêndios provocados pela natureza ou deslizamentos de terra.
A reserva tem um clima subárctico, caracterizado por verões frios e invernos secos.